# Rede Internacional de Legisladores Católicos
A Rede Internacional de Legisladores Católicos (ICLN) é uma associação privada apartidária fundada em Trumau, Áustria, em 2010. Serve como uma rede para legisladores cristãos em nível internacional.   

## A Conferência Internacional ICLN
A conferência internacional anual da ICLN é realizada principalmente em Roma. A conferência de 4 dias inclui uma audiência privada com o Papa no Vaticano. O evento visa apoiar e fazer networking dentro da comunidade de legisladores cristãos em todo o mundo. Houve eventos ICLN locais e regionais que têm o objetivo de educar e criar redes. Todas as reuniões e conferências da ICLN são à porta fechada, o que significa que o público e a imprensa não podem participar nos eventos. Isso é para garantir que os políticos convidados possam debater e trocar seus pensamentos livremente. Além disso, a Regra da Chatham House se aplica a todos os eventos. 
Segundo o próprio comunicado, para receber um convite, o político em questão tem de cumprir os seguintes requisitos:

"Participation in ICLN events is by personal invitation only and presupposes a visible Catholic or otherwise Christian profile that is reflected in the individual voting record and public statements, especially where it regards the sanctity of human life from the moment of conception until natural death, the true nature of sacramental marriage as the union between one man and one woman, and the commitment to defend the fundamental freedom of religion and conscience as the prime human right of every man and every woman on every continent."
A partir de 2020, a ICLN organizou videoconferências regulares para legisladores e especialistas. 

### Prevenção da perseguição aos cristãos
A ICLN afirma que os cristãos são "de longe os mais ameaçados, de fato o grupo religioso mais perseguido do mundo, de acordo com os dados mais recentes".  

## Participantes e laços com a política
Conforme declarado pela Catholic News Agency, a ICLN foi fundada por Christiaan Alting von Geusau, Cardeal Christoph Schönborn ( Áustria ) e ex-MP David Alton ( Reino Unido ) em 2010.  No registo de associações o chefe de gabinete austríaco do chanceler ( ÖVP ) Bernhard Bonelli está listado como co-fundador da ICLN em 2010.   Conforme declarado pela austríaca Kathpress ("Agência de Notícias Católica Austríaca"), Bernhard Bonelli também coordenou as conferências anuais da ICLN até 2015.  Outros participantes austríacos do ICLN são Lukas Mandl ( deputado pelo ÖVP, membro do Comitê Diretivo do ICLN) e Gudrun Kugler (ÖVP).  

## Prêmio Saint Thomas More de Defesa da Liberdade Religiosa
O prêmio é nomeado em homenagem ao Lord Chancellor Sir Thomas More. Foi dado pela primeira vez em 2017 ao membro britânico da Câmara dos Lordes David Alton, que lutou contra a perseguição aos cristãos em todo o mundo. Outros premiados são Gudrun Kogler (deputada do ÖVP, Áustria), Lucy Akello (deputada do Fórum para a Mudança Democrática, Uganda) e Daniel Lipinski (ex-membro democrata do Congresso dos EUA, opositor do casamento entre pessoas do mesmo sexo).  